# ВЕС Овід Вінд
Овідіопольська ВЕС — вітроелектростанція біля селища Овідіополь Одеської області. Встановлена потужність електростанції — 32,4 МВт. Овідіопольська ВЕС керується компанією «Овід Вінд», яке є дочірнім підприємством турецької енергетичної компанії «Guris». Запланована середньорічна генерація вітроелектростанції становить в середньому 78,7 млн кВт·год електроенергії щорічно.

## Історія
Будівництво ВЕС офіційно розпочалося 28 травня 2018 року. Наприкінці липня 2018 року вже було встановлено три вітрогенераторні турбіни. Загалом було встановлено 9 вітротурбін GE 3.6-137 одиничною потужністю 3,6 МВт. 21 вересня 2019 року відбулась урочиста церемонія відкриття Овідіопольської ВЕС.
Проєкт обійшовся компанії «Guris» у більш ніж €40 млн. Овідіопольська вітроелектростанція стала першим проєктом ВЕС в Україні, реалізованим іноземним інвестором, і першою вітростанцією побудованою в Одеській області. Тут вперше в Україні були встановлені вітряні турбіни виробництва компанії «General Electric».

## Розташування
Овідіопольська ВЕС знаходиться на відстані близько 30 км в південно-західному напрямку від міста Одеса. Об'єкт розташований на землях сільськогосподарського призначення на висоті в середньому 37 м над рівнем моря. Вітрова електростанція простягається з півночі на південь приблизно на 8 км.